# 1372

## Narození
- 9. prosince – Beatrix Portugalská, královna Kastilie a Leónu jako manželka Jana I. a de iure portugalská panovnice († 8. března 1410)
- ? – Ceng Čchi, básník a úředník čínské říše Ming († 1432)
- ? – Olivera Despina, srbská princezna a manželka osmanského sultána Bajezida I. († 7. ledna 1445)

## Úmrtí
- 11. září – Izabela Francouzská, manželka milánského vévody (* 1. října 1348)
- ? – Jan I. Osvětimský zvaný Scholastik, osvětimský kníže a krakovský scholastik (* ?)
- ? – Š' Naj-an, čínský spisovatel (* 1296)

## Hlavy státu
- České království – Karel IV.
- Moravské markrabství – Jan Jindřich
- Svatá říše římská – Karel IV.
- Papež – Urban V. – Řehoř XI.
- Anglické království – Eduard III.
- Byzantská říše – Jan V. Palaiologos
- Dánsko – Valdemar IV.
- Francouzské království – Karel V.
- Kastilie – Jindřich II.
- Lucemburské vévodství – Václav Lucemburský
- Norsko – Haakon VI. Magnusson
- Osmanská říše – Murad I.
- Polské království – Ludvík I.
- Portugalsko – Ferdinand I.
- Švédsko – Albrecht Meklenburský
- Uherské království – Ludvík I.